# Zubni plak
Zubni plak je žilavi film bakterija koji se razvija na zubima i desnima, pogotovo na njihovom spoju. Može prouzročiti parodontozu, jer bakterije u plaku izlučuju sokove koje iritiraju zubno meso i njegovu potpornu strukturu.
Relativno lako se može ukloniti ako se redovito četkaju i peru zubi.